# Kitab al-Aghani
Kitab al-Aghani (arab. كتاب الأغاني - Księga Pieśni) - arabskojęzyczny zbiór poematów i pieśni dokumentujący rozwój literatury arabskiej od okresu przedislamskiego do X wieku, zebrany i zredagowany przez arabskiego uczonego Abu al-Faradża al-Isfahaniego. 
Zgromadzone w antologii teksty zostały podzielone na sto "melodii" (rozdziałów), zawierających informacje biograficzne o danym autorze oraz obszerne cytaty z jego twórczości. Do poematów ułożono muzykę, lecz znaki muzyczne są nieczytelne. Ze względu na umieszczone adnotacje biograficzne o autorach i kompozytorach praca ta jest ważnym źródłem historycznym. Zawiera mnóstwo informacji o życiu i zwyczajach wczesnych Arabów i jest równocześnie cennym źródłem poświadczającym bogatą i zróżnicowaną twórczość literacką w języku arabskim.
W druku tekst ten liczy ok. 20 tomów objętości.